# Tychówko (powiat świdwiński)
Tychówko (do 1945 niem. Woldisch Tychow) – osada w północno-zachodniej Polsce położona w województwie zachodniopomorskim, w powiecie świdwińskim, w gminie Połczyn-Zdrój.
Pierwotnie lenno rodu von Bonin, sprzedane w 1685 r. Peterowi von Kleist z Wicewa. W rękach tej rodziny do XIX w.
Przy północno-zachodniej części Tychówka płynie struga Bukowa.

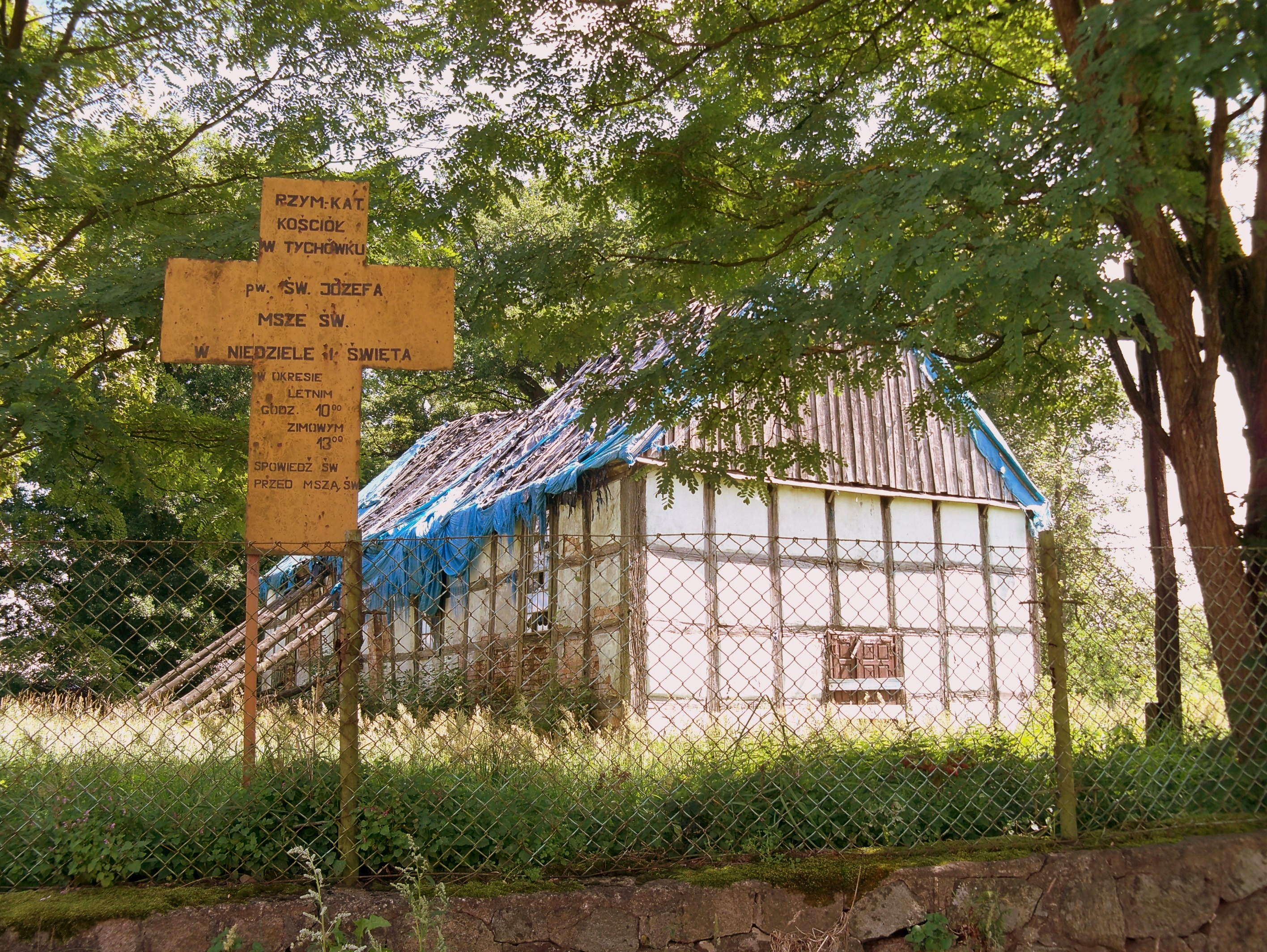
Ruiny kościoła w Tychówku..

We wsi znajduje się nieczynny ryglowy kościół filialny pw. św Józefa z 1739 r. ufundowany przez von Kleistów, należący obecnie do parafii pw. Matki Bożej Częstochowskiej w Byszynie, dekanatu Białogard, diecezji koszalińsko-kołobrzeskiej, wewnątrz barokowy ołtarz.  
Od północy i zachodu do osady przylega obszar ochrony siedlisk "Dorzecze Parsęty".
W latach 1950–1998 miejscowość administracyjnie należała do województwa koszalińskiego.